# Xinying (köpinghuvudort i Kina, Hainan Sheng, lat 19,89, long 109,53)
Xinying är en köpinghuvudort i Kina. Den ligger i provinsen Hainan, i den södra delen av landet, omkring 87 kilometer väster om provinshuvudstaden Haikou. Antalet invånare är 52 016. Befolkningen består av 24 939 kvinnor och 27 077 män. Barn under 15 år utgör 26,0 %, vuxna 15-64 år 66 %, och äldre över 65 år 7,0 %.
Runt Xinying är det tätbefolkat, med 257 invånare per kvadratkilometer. Närmaste större samhälle är Lincheng, 16,8 km öster om Xinying. 
Genomsnittlig årsnederbörd är 2 661 millimeter. Den regnigaste månaden är juli, med i genomsnitt 450 mm nederbörd, och den torraste är januari, med 24 mm nederbörd.